# 岡本浜江
岡本 浜江（おかもと はまえ、1932年2月24日 - ）は、日本の翻訳家。岡本 濱江とも表記される。

## 略歴
東京都生まれ。東京女子大学文学部英米文学科を卒業後、共同通信社に入社し記者として働く。子育てのために退職した後、中村能三に師事して翻訳を学び、英米の推理小説や児童文学を中心に翻訳を手掛ける。修道士カドフェルシリーズなど大人向け作品のほか、キャサリン・パターソンの作品、アン・ファインの『ミセス・ダウト』など百数十冊の訳書がある。1986年からはアサヒカルチャーセンタ－の講師として15年以上にわたり翻訳などの指導に当たった。1996年、日本児童文芸家協会賞特別賞。2003年、第42回日本児童文芸家協会児童文化功労賞受賞。日本児童文芸家協会顧問。
岡本清（一橋大学名誉教授・東京国際大学名誉教授）は夫。岡本大輔（慶應義塾大学商学部教授）は長男。

## 著書
- 『あめりかオー・シャックス! ダイスケ一家留学奮闘記』（徳間書店） 1967

## 翻訳
- 『アマゾンの首狩族』（ミロスラフ・ジクムント, イルジー・ハンゼルカ、筑摩書房、ノンフィクション・ライブラリー） 1965
- 『呪いを売る男』（ロジャー・マンベル、徳間書店、ワールドホラー・ノベルシリーズ） 1968
- 『ひみつのかくればしょ』（レイニイ・ベネット、偕成社、新訳えほん） 1970
- 『大富豪ポウル・ゲティ』（R・ヒューインズ、産業能率短期大学出版部） 1970
- 『逃げる』（ソル・ユーリック、講談社） 1970
- 『マネー・ゲーム テキサス版』（アダム・スミス、産業能率短期大学出版部、能大ビジネス・ノヴェルズ） 1970
- 『黄昏にさようなら』（ジョイ・パッカー、角川文庫） 1971
- 『童貞部隊』（レスリー・トーマス、角川文庫） 1971
- 『風はどこへ』（ニコラス・ガガーリン、角川文庫） 1971
- 『若草の祈り』（イディス・ネズビット、角川文庫） 1971
- 『アジズ号とわたし 大西洋単独横断記』（ニコレット・ミルンズ・ウォーカー、日本リーダーズダイジェスト社） 1972
- 『開かれた小さな扉 ある自閉児をめぐる愛の記録』（バージニア・M・アクスライン、リーダーズダイジェスト社） 1972
- 『小さな恋の物語』（ハン・B・アールバース、角川文庫） 1972
- 『メアリーは死んだ 402病棟・若きインターンの手記』（ロナルド・J・グラーサー、文化放送開発センター出版部） 1974
  - 『402病棟メアリーは死んだ』（日本エディタースクール出版部） 1987.2
- 『行き場のない女』（アンジェラ・フース、角川文庫） 1974
- 『ジョリー』（ミルトン・バス、角川文庫） 1974
- 『わんぱく天使』（J・M・デ・ヴアスコンセロス、角川文庫） 1974
- 『愛になにを求めるか』（パール・バック、角川文庫） 1974
- 『マライア』（ジョウン・ディディオン、角川文庫） 1974
- 『ジョシュ・永遠の21歳』（マーシア・フリートマン、文化放送開発センター出版） 1975
- 『別れの街角』（アンソニー・シモンズ、角川文庫） 1975
- 『花嫁はおさげ髪』（フレデリック・レイング、角川文庫） 1976
- 『リップスティック』（レオノー・フライシャー、角川文庫） 1976
- 『十字架はこうして見つかった 聖女ヘレナの生涯』（イヴリン・ウォー、女子パウロ会） 1977.3
- 『あっちへいけよ』（ジョウン=ヌッドセット、偕成社） 1977.6
- 『パリのめぐり逢い』（フランク・ヤービー、角川文庫） 1977.7
- 『どうして生まれてきたの 身障児の娘とともに生きて』（ハンナ・ミュッセ、三笠書房） 1977.10
- 『ちびのざりがに』（セレスティーノ・ピアッティ, ウルズラ・ピアッティ、佑学社） 1978.4
- 『ペンギンのヘクター』（ルイーゼ・ファティオ、ロジャー・デュボアザン絵、佑学社、ペンギンのヘクターシリーズ） 1978.6
- 『ヘクターとクリスティナ』（ルイーゼ・ファティオ、ロジャー・デュボアザン絵、佑学社、ペンギンのヘクターシリーズ） 1978.6
- 『愛に生きた女たち』（パール・バック、角川文庫） 1978.10
- 『自殺のパンセ 自殺についての往復書簡』（リネア・ピアソン, ルス・ブライアント・パーティロ、サンリオ） 1978.12
- 『夜の戦士たち』（ソル・ユーリック、講談社文庫） 1979.8
- 『翔びなさいメアリー 百年前の恋物語』（ジェーン・ギルモア・ラッシング、角川文庫） 1979.11
- 『こぶたのおるすばん』（メアリー=レイナー 偕成社） 1979.12
- 『ランドルフ師と罪の報酬』（チャールズ・メリル・スミス、角川文庫）） 1980.2
- 『ジャッキーOh! ジャクリーン・ケネディ・オナシス夫人のすべて』（キティ・ケリー、メディア・リサーチ・センター） 1980.3
- 『盗まれた夜』（ウインストン・グレアム、早川書房） 1981.2
- 『バックミラー』（キャロライン・B・クーニイ、早川書房、世界ミステリシリーズ） 1981.5
- 『ランドルフ師と復讐の天使』（チャールズ・メリル・スミス、角川文庫） 1981.10
- 『あしながおじさん』（ジーン・ウェブスター、ぎょうせい、少年少女世界名作全集） 1982.5
- 『知の女神パラス・アテーナー』（メネラオス・ステファニデス、ぎょうせい、ギリシャ神話） 1982.6
- 『フランダースの犬』（ウィーダ、ぎょうせい、少年少女世界名作全集） 1982.7
- 『チャーリー・ムーン大かつやく』（シャーリー・ヒューズ、佑学社） 1982.7
- 『クリスマス・トムテン スウェーデンのサンタクロース』（ヴィクトール・リュードベリィ、佑学社） 1982.12
- 『ダイダロスとイーカロス』（メネラオス・ステファニデス ぎょうせい、ギリシャ神話） 1983.2
- 『チャーリー・ムーンとべっぴんさん』（シャーリー・ヒューズ、佑学社） 1984.2
- 『ケティ物語』（スーザン・クーリッジ、小学館、フラワーブックス） 1983.8
- 『ポリーの秘密の世界』（H・クレスウェル、あかね書房） 1983.11
- 『ベッドのまわりはおばけがいっぱい』（ジェイムズ・スティーブンソン、佑学社） 1984.1
- 『ぼくの村が消える!』（アニタ・デサイ、国土社、現代の文学） 1984.1
- 『悪魔の手先』（レス=ローガン、学習研究社、オカルトノベルズ） 1984.3
- 『ちびっこたんていとイヌどろぼう』（バーバラ=ブレンナー、学習研究社） 1984.7
- 『悪魔にとりつかれた少女』（ローリー=ブリッジズ, ポール=アレグザンダー、学習研究社、オカルトノベルズ） 1984.8
- 『死の鐘はもうならない』（ジル・ペイトン・ウォルシュ、国土社、現代の文学） 1985.1
- 『拝啓、心の先生』（H・クレスウェル、金の星社、文学の扉） 1985.9
- 『びんぼうオーケストラを救え』（ロナルド・キッド、佑学社） 1986.1
- 『800番への旅』（E・L・カニグズバーグ、佑学社） 1987.1
- 『開かれた小さな扉 ある自閉児をめぐる愛の記録』（バージニア・M・アクスライン、日本エディタースクール出版部） 1987.3
- 『あたしだって友だちがほしい』（リン・ホール、文研出版、文研じゅべにーる） 1988.2
- 『弟たちよ 戦火の中のギリシャで』（ロティ・ペトロビッツ、佑学社） 1988.2
- 『はんにんはだれ?』（H・クレスウエル、金の星社） 1988.6
- 『ふしぎなトーチの旅』（ジル・ペイトン・ウォルシュ、国土社、現代の文学） 1988.10
- 『エリコの丘から』（E・L・カニグズバーグ、佑学社） 1988.11
- 『大型トラックにのって』（ジャン・マーク、大日本図書） 1989.4
- 『巨神クロノスの陰謀』（P・H・アドキンズ、社会思想社、現代教養文庫） 1989.5
- 『きゅうりの下であいましょう』（リリアン・ムーア、文研出版） 1990.1
- 『ぼくたち五人家族』（ロティ・ペトロビッツ、佑学社） 1990.4
- 『幽霊の友だちをすくえ』（ヘレン・クレスウェル、大日本図書） 1991.1
- 『ぎょろ目のジェラルド』（アン=ファイン、講談社） 1991.3
- 『パティの宇宙日記』（ジル・ペイトン=ウォルシュ、文研出版） 1991.8
- 『泥棒とよばれて』（J・ニードル、金の星社、新・文学の扉） 1991.12
- 『川べにそよ風』（ケネス・グレアム、講談社） 1992.6、のち青い鳥文庫
- 『妖怪バンシーの本』（アン・ファイン、講談社） 1993.7
- 『車いすにのったアーサー王』（クレア・ベヴァン、文研出版） 1993.12
- 『ミセス・ダウト』（アン・ファイン、講談社文庫） 1994.2
- 『ぼくの象をかえして!』（キャロル・キャリック、大日本図書、ジュニア・ライブラリー） 1994.4
- 『川べにこがらし』（ウィリアム・ホーウッド、講談社） 1994.10、のち青い鳥文庫
- 『パパとのぼった木』（C・S・アドラー、文研出版、文研じゅべにーる） 1995.9
- 『ホレイショー 人生っておかしなもんだね』（B・G・ポリコフ、あかね書房、あかね世界の文学シリーズ） 1995.2
- 『木の上のお城』（G・クロス あかね書房、おはなしフェスタ） 1996.11
- 『アイヴァンホー 愛と冒険の騎士物語』（サー・ウォルター・スコット、講談社青い鳥文庫)） 1997.3
- 『川べに恋風』（ウィリアム・ホーウッド、講談社） 1998.3
- 『どきどき卵そうどう』（キャサリン・ケナー、文研出版、文研ブックランド） 1999.2
- 『悪ガキをほめよう!』（バーバラ・ロビンソン、文研出版、文研じゅべにーる） 2000.11
- 『プラムガール』（トレイシー・ポーター、ポプラ社） 2002.12
- 『金曜日がおわらない』（アニー・ドルトン、文研出版、文研ブックランド） 2004.6
- 『すっとび犬のしつけ方』（ジェレミー・ストロング、文研出版、文研ブックランド） 2005.3
- 『両親をしつけよう!』（ピート・ジョンソン、文研出版、文研じゅべにーる） 2006.9
- 『すっとび犬指名手配』（ジェレミー・ストロング、文研出版、文研ブックランド） 2008.1
- 『シャーロック・ホームズには負けない』（ピート・ジョンソン、文研出版、文研じゅべにーる） 2009.9

### キャサリン・パターソン
- 『テラビシアにかける橋』（キャサリン=パターソン、偕成社） 1981.4、のち文庫
- 『ガラスの家族』（キャサリン＝パターソン、偕成社） 1984.10、のち文庫
- 『海は知っていた ルイーズの青春』（キャサリン=パターソン、偕成社） 1985.11
- 『父さんと歌いたい』（キャサリン=パターソン、偕成社） 1987.11
- 『もうひとつの家族』（キャサリン=パターソン、偕成社） 1992.8
- 『ワーキング・ガール リディの旅立ち』（キャサリン・パターソン、偕成社） 1994.9
- 『かぼちゃ畑の女王さま』（キャサリン・パターソン、偕成社） 1996.10
- 『北極星を目ざして ジップの物語』（キャサリン・パターソン、偕成社） 1998.9
- 『悪童ロビーの冒険』（キャサリン・パターソン、白水社） 2000.12
- 『星をまく人』（キャサリン・パターソン、ポプラ社） 2003.7、のち文庫

### 「修道士カドフェル」シリーズ
- 『修道士の頭巾』（エリス・ピーターズ、早川書房） 1982.4、のち現代教養文庫、のち光文社文庫
- 『氷のなかの処女』（エリス・ピーターズ、社会思想社、現代教養文庫） 1992.3、のち光文社文庫
- 『死者の身代金』（エリス・ピーターズ、社会思想社、現代教養文庫） 1993.1、のち光文社文庫
- 『ハルイン修道士の告白』（エリス・ピーターズ、社会思想社、現代教養文庫） 1994.3、のち光文社文庫
- 『聖なる泥棒』（エリス・ピーターズ、社会思想社、現代教養文庫） 1995.7、のち光文社文庫
- 『修道士カドフェルの出現 修道士カドフェル・短編集』（エリス・ピーターズ、岡達子, 大出健共訳、社会思想社、現代教養文庫） 1997.2、のち光文社文庫

### 「パンダのパンディ」えほん
- 『パンディとうみ』（トニー・ウルフ、ブック・ローン出版、パンダのパンディえほん） 1982.6
- 『パンディとすずめ』（トニー・ウルフ、ブック・ローン出版、パンダのパンディえほん） 1982.5
- 『パンディとどろんこ』（トニー・ウルフ、ブック・ローン出版、パンダのパンディえほん） 1982.5
- 『パンディとボール』（トニー・ウルフ、ブック・ローン出版、パンダのパンディえほん） 1982.5
- 『パンディとゆき』（トニー・ウルフ、ブック・ローン出版、パンダのパンディえほん） 1982.6
- 『パンディのサーカス』（トニー・ウルフ、ブック・ローン出版、パンダのパンディえほん） 1982.6
- 『パンディはおいしゃさま』（トニー・ウルフ、ブック・ローン出版、パンダのパンディえほん） 1982.6
- 『パンディはきかんし』（トニー・ウルフ、ブック・ローン出版、パンダのパンディえほん） 1982.5
- 『パンディはたんけんか』（トニー・ウルフ、ブック・ローン出版、パンダのパンディえほん） 1982.5
- 『パンディはつよいせんし』（トニー・ウルフ、ブック・ローン出版、パンダのパンディえほん） 1982.5
- 『パンディはドライバー』（トニー・ウルフ、ブック・ローン出版、パンダのパンディえほん） 1982.6
- 『パンディはまほうつかい』（トニー・ウルフ、ブック・ローン出版、パンダのパンディえほん） 1982.6

### 「エンジェル」シリーズ
- 『うら庭のエンジェル』（ジュディ・デルトン、朔北社） 2001.11
- 『エンジェルとお母さんの恋人』（ジュディ・デルトン、朔北社 ） 2002.7
- 『エンジェルのおるすばん』（ジュディ・デルトン、朔北社） 2002.3
- 『エンジェルとお母さんの結婚』（ジュディ・デルトン、朔北社） 2003.1
- 『エンジェルとあたらしい家族』（ジュディ・デルトン、朔北社） 2003.9
- 『エンジェル翼をひろげる』（ジュディ・デルトン、朔北社） 2004.3

### 「ティアラクラブ」シリーズ
- 『シャーロット姫とウェルカム・ダンスパーティ』（ヴィヴィアン・フレンチ、朔北社、ティアラクラブ1） 2007.6
- 『ケティ姫と銀の小馬』（ヴィヴィアン・フレンチ、朔北社、ティアラクラブ2） 2007.6
- 『デイジー姫とびっくりドラゴン』（ヴィヴィアン・フレンチ、朔北社、ティアラクラブ3） 2007.8
- 『アリス姫と魔法の鏡』（ヴィヴィアン・フレンチ、朔北社、ティアラクラブ4） 2007.8
- 『ソフィア姫と氷の大祭典』（ヴィヴィアン・フレンチ、朔北社、ティアラクラブ5） 2007.9
- 『エミリー姫と美しい妖精』（（ヴィヴィアン・フレンチ、朔北社、ティアラクラブ6） 2007.9